# Gabi Luncă
Elena Gabriela Onoriu, conocida como Gabi Luncă (Vărbilău, Prahova,16 de octubre de 1938-Bucarest, 2 de abril de 2021) fue un cantante rumana de música folk y laúd. Desde 1992 solo cantaba música religiosa. Fue ciudadana de honor de Șiria (condado de Arad) y de Vărbilău (condado de Prahova). Fue misionera cristiana y filántropa. Murió de COVID-19 el 2 de abril de 2021.

## Biografía
Nació el 16 de octubre de 1938 en la comuna de Vărbilău, condado de Prahova, en una familia con seis hijos. Cuando solo tenía tres años y medio, su madre murió. Fue criada por una madrastra que la trató mal. Su padre, Dumitru Luncă, era violinista en la Orquesta del Ejército de Ploiești. Comenzó a cantar en 1951, junto a su padre y a partir de 1953 se convirtió en la solista de la orquesta de música folclórica del Club de Trabajadores de Băicoi. En 1955, comenzó a colaborar con el Conjunto Folclórico del 1 Mai Club, de Ploiești, dirigido por el acordeonista Sile Ungureanu. Es conocida desde que tenía 17 años, cuando trabajaba en la Prahova Flame Orchestra en Ploiești. En aquel momento, definió claramente su género musical, que era la música de laúd urbana. Dos años más tarde recibió un telegrama de la discográfica Electrecord invitándole a grabar su primer álbum, con sólo cuatro temas. La canción más destacada fue Let My Wife Go Home. Entre 1955 y 1957 también colaboró con la Orquesta Flacăra Prahovei de la Filarmónica de Ploiesti, dirigida por el violinista George Botez (hijo del "diseur" y tanguero de entreguerras, Titi Botez). En 1955, grabó por primera vez en la Radio Rumana, donde debutó con la canción Pe sopra casei mele, acompañada por la Orquesta de Música Popular de la Radio dirigida por Victor Predescu. En 1959 fue invitada por Ionel Budișteanu a grabar sus tres primeras canciones en Electrecord: Am un pom în bătătură și M-am jurat că nu mai beau. Entre 1960 y 1965 realizó numerosas grabaciones para Electrecord, apareciendo en varios discos, colaborando con importantes directores como Nicu Stănescu, Zisu Georgescu y Florian Economu.
En 1964, se casó con el acordeonista Ion Onoriu, con quien empezó a grabar en 1970. Entre 1965 y 1972 grabó un EP y un LP con los hermanos Gore (en 1965 y 1967 respectivamente) y dos LP con la orquesta dirigida por el violinista Constantin Mirea, colaborando durante este periodo con prestigiosos instrumentistas como Nicolae Florian, Nicolae Vișan, Nicolae Crăciunescu y Marcel Budală. Desde 1973, prácticamente todas las grabaciones hasta el final de su carrera se realizaron con la banda de Ion Onoriu, a la que posteriormente se unieron el clarinetista Mieluță Bibescu, el trompetista Costel Vasilescu y el músico de cámara  Toni Iordache.
En 1980 dio su primer concierto en el extranjero, Israel, al que siguieron otras giras. Las más significativas fueron la de Berlín (1982) y la de Nueva York (1983).
En 1982, fue invitada por el presidente de Rumanía, Nicolae Ceaușescu, a cantar para los miembros del gobierno que estaban de vacaciones en Comorova.
En 1990, junto con Ion Onoriu, organizó el mayor concierto urbano de música de laúd (mahala) de la historia de Rumanía, en el estadionul Dinamo.
En 1992, junto con Ion Onoriu, publicó su primer álbum de música religiosa para laúd, que presentó en dos giras por París y Madrid. Desde 1993, Luncă sólo canta en los servicios de la Iglesia Pentecostal de Bucarest, retirándose por completo de la escena musical del laúd.

### Estilo interpretativo
Junto con Dona Dumitru Siminică, Romica Puceanu y Victor Gore perteneció a la generación "clásica" de la música de laúd urbana (mahala). Perteneciente a la segunda generación de intérpretes de la música de mestizaje entre gitanos y rumanos, la tercera según algunos etnomusicólogos. Lo que hacía brillar a Luncă era su "dulce vibrato".
Los aficionados la han llamado la "gitana de seda" y los críticos musicales, la "gran dama" de la música de laúd. El periodista alemán Grit Friedrich, especialista en la cultura de Europa del Este, dice de ella que su voz de plata y su canto ligeramente forzado han sido copiados a menudo, pero nadie ha podido igualarla. 
A finales de la década de 1990, las grabaciones de Electrecord llegaron al Reino Unido. Se presentó en la radio de la BBC el álbum Gabi Luncă - Sounds From A Bygone Age Vol. 5 (Canciones de otro tiempo - no. 5). Tuvo gran éxito en el panorama musical mundial, por sus interpretaciones siempre consideradas “fuera de tiempo. En 2002 fue nominada al premio The Listeners Award en la categoría de música del mundo.

### Actividad religiosa
En 1992, junto a su pareja, se negó rotundamente a cantar las canciones que la hicieron famosa y decidieron cantar sólo para Dios en reuniones religiosas, en servicios de evangelización y en emisiones cristianas de radio y televisión la música folclórica y de laúd que habían interpretado durante más de 30 años. Pero siguió apareciendo en CD, televisión e Internet. El sello Electrecord lo solicitó para nuevas grabaciones. Durante casi 30 años fue misionera y cantó para presos, orfanatos, residencias de ancianos, ayudándoles y buscando siempre patrocinadores.

### Actividad política
Fue invitada al Palacio Cotroceni en dos ocasiones. En 1991, por el presidente de Rumanía, Ion Iliescu y en 2008, por Traian Băsescu. 
El 2 de septiembre de 2007, se votó al Presidente de la Cámara Nacional de Representantes Gitanos en el Palacio del Parlamento.
En las elecciones europeas del 23 de noviembre de 2007, Elena-Gabriela Onoriu abrió la lista del Partido Roma Pro-Europa.
Fue miembro fundador del partido político Unión Nacional Cristiana de Roma en Rumania.